# Blumea viscosa
Blumea viscosa là một loài thực vật có hoa trong họ Cúc. Loài này được (Mill.) V.M.Badillo mô tả khoa học đầu tiên năm 1974.